# Roberto Acuña
Roberto Miguel Acuña Cabello (Avellaneda, 25 maart 1972) is een in Argentinië geboren Paraguayaans betaald voetballer die bij voorkeur op het middenveld speelt. Nadat hij in 2007 zijn actieve carrière beëindigde bij Club Olimpia Asunción, maakte hij in 2009 een rentree bij Club Rubio Ñu.

## Interlandcarrière
Op 3 maart 1993 debuteerde hij tegen Bolivia in het Paraguayaans voetbalelftal, waarvoor hij meer dan 90 interlands speelde. Acuña was met het Paraguayaanse nationale team actief op onder meer het WK 1998, het WK 2002 en het WK 2006.